# Grinque

Mapa de Eubea con la ubicación de algunas de sus principales ciudades en la Antigüedad. Grinque se ubicaba en la parte central de la isla.

Grinque (en griego antiguo Γρύγχαι o Γρύνχαι),  es el nombre de una antigua ciudad griega de Eubea. Probablemente sea identificable con los topónimos que Esteban de Bizancio menciona bajo las variantes Rinque (᾿Ρύγκαι) y Trique (Τρύχαι).
Perteneció a la Liga de Delos puesto que aparece en los registros de tributos de Atenas entre los años 451/0 y 416/5 a. C., donde pagaba un phoros de 1000 dracmas. A fines del siglo V a. C. Grinque se convirtió en un demo de Eretria.
Se localiza en unos restos que se han hallado cerca de la actual población de Krieza.